# Pierre Castagnez
Pierre Castagnez (1898-1951) est un peintre français qui s'est épanoui artistiquement en Afrique, et notamment à Dakar au Sénégal.

## Biographie
Pierre Castagnez est né le 1er juin 1898 à Castillonès (Lot-et-Garonne). En 1915, le jour de ses 17 ans, il est enrôlé dans l'armée, il participera à la Bataille de Verdun ainsi qu'à la Bataille du Chemin des Dames. Trois fois enterré vivant, plusieurs fois blessé ou gazé, il termine la guerre avec la Croix de Guerre avec Palmes et reçoit plus tard la Légion d'honneur en tant que simple soldat.
Agent, puis agent général de plusieurs compagnies commerciales, il abandonne sa carrière dans l'administration afin de pouvoir se consacrer à son art.  
Il a habité pendant de nombreuses années à Bamako au Mali, puis à Konakry (Guinée française), avant de devenir professeur au collège Van Vallenhoven à Dakar (Sénégal). 
Il passe toutes ses vacances à voyager dans l'Afrique Occidentale Française. Il fut ainsi, en 1941, le premier peintre à découvrir et rendre célèbre la ville de Tombouctou.
En 1928 Pierre Castagnez est l'un des fondateurs avec Roger Nivelt et Elie Miller Ranson de la Société des Amis des Arts de Dakar, qui organise un salon annuel ; il en devient président à la suite de Roger Nivelt. 
Il meurt à Dakar à 53 ans en juin 1951.

## Expositions
- Salons de la Société Nationale des Beaux Arts d'automne

## Œuvres

### Huile sur toile
- Les Marchandes de perles, huile sur panneau, 1933, 32,5 × 40,5 cm [1].
- Le Marché de Bamako, huile sur carton, 1934, 16 × 22 cm [2].
- La Mosquée de Sankoré à Tombouctou, 1941 [3].
- Paysage de la Casamance, 72,5 × 100 cm)  [4].
- Soir de Paix sur la Casamance [4].
- Matinée à l'Anse Bernard, 1944.

### En collection publique
- Portrait de Samory Touré [5], Paris, Musée des Arts d'Afrique et d'Océanie, Musée du quai Branly depuis 2003.
- Maison de René Caillié à Tombouctou, huile, 1941, 58 x 43 cm, Paris, Musée des Arts d'Afrique et d'Océanie : don de Pierre Castagnez en 1946 ; Musée du quai Branly depuis 2003 [6].

### Gravures
- Jeune fille Foulbé (1930)
- Jeune fille Foulah du Fouta Djallon (1930)

### Aquarelles
- Conakry (23 × 30 cm) (1936)

### Livre illustré
- Voici l'Afrique noire, Paris, 1938 : album de vingt eaux-fortes en couleur gravées par Gabriel Antoine Barlangue d'après des aquarelles de Pierre Castagnez, imprimé sur papier Rives, tiré à 230 exemplaires numérotés, dont 30 hors-commerce ; préface de Marius Moutet.